# 細網裂螺
細網裂螺（学名：Emarginella incisura）为裂螺科邊罅螺屬下的一个种。

## 扩展阅读
- 維基物種上的相關：細網裂螺